# 1918年苏俄宪法
1918年苏俄宪法（或译为《俄罗斯联邦宪法》）是苏维埃俄国宪法，于1918年7月10日由第五次全俄罗斯苏维埃代表大会通过，俄罗斯社会主义联邦苏维埃共和国正式成立。该宪法共6篇90条，规定国家最高权力机关为全俄罗斯苏维埃代表大会。宪法第一篇为年初列宁所作的《被剥削劳动人民权利宣言》。 随后该宪法又被《1924年苏联宪法》和《1925年苏俄宪法》相继取代。
米哈伊尔·安德烈耶维奇·列伊斯涅尔曾参与起草该宪法。